# 바실리 2세

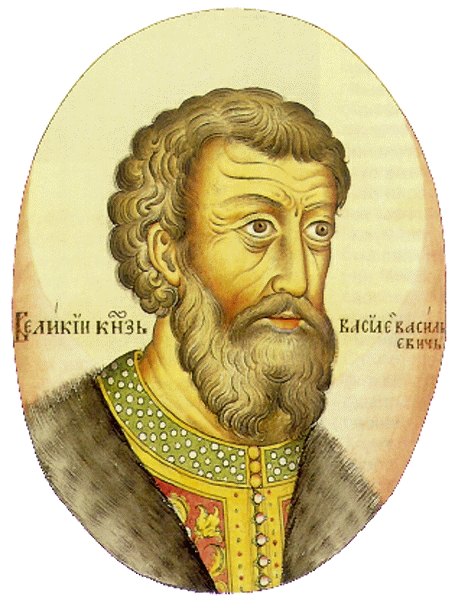
바실리 2세

바실리 2세(러시아어: Василий II Васильевич 바실리 바실리예비치[*], 1415년 3월 10일 ~ 1462년 3월 27일)는 모스크바 대공국의 대공(재위: 1425년 2월 27일 ~ 1462년 3월 27일)이다. 류리크 왕조 출신이며 장님 바실리 2세(러시아어: Василий II Темный 바실리 템니[*])라는 별칭으로 부르기도 한다.

## 생애
바실리 1세 대공의 아들로 태어났다. 1425년 바실리 1세의 뒤를 이어 모스크바 대공으로 즉위했지만 그의 어머니인 리투아니아의 소피아(Sophia)가 섭정 역할을 수행했다.
1430년 바실리의 후견인 역할을 했던 리투아니아 대공국의 비타우타스(Vytautas) 대공이 사망하자 바실리의 삼촌인 즈베니고로드의 유리(Yury)가 킵차크 칸국을 방문하면서 모스크바 대공 지위를 승인받았다.
1433년에는 유리가 군대를 모아 모스크바를 공격했다. 바실리는 스몰렌스크의 공자, 모스크바의 보야르였던 이반 프세볼로시스키(Ivan Vsevolozhsky)의 배신으로 인해 유리의 포로로 잡히고 만다.
바실리 2세는 자신의 지지자들을 규합하면서 삼촌인 유리에 대항했다. 이에 위기를 느낀 유리는 모스크바를 떠나 북쪽에 위치한 고향으로 피신하게 된다. 모스크바를 탈환한 바실리 2세는 반역 혐의로 체포된 이반 프세볼로시스키를 장님으로 만들었다.
1439년에는 카잔 칸국의 울루그 무함마드(Ulugh Muhammad)가 모스크바 대공국을 공격하면서 모스크바를 떠났다. 1445년에는 울루그 무함마드에 대항하기 위해 군대를 지휘했지만 카잔 칸국 군대의 포로로 잡히고 만다. 모스크바인들은 바실리 대공의 막대한 보석금을 모았고 바실리는 5개월 만에 석방되었다.
1446년에는 자신의 사촌인 드미트리 셰먀카(Dmitry Shemyaka)와의 전투 도중에 시력을 잃었다. 바실리 대공과 드미트리 셰먀카 간의 전투는 1450년대까지 계속되었다.
| 전임 바실리 1세 | 모스크바 대공 1425년 2월 27일 ~ 1462년 3월 27일 | 후임 이반 3세 |